# Celaya
Mit 340.387 Einwohnern (Stand 2010) ist Celaya die drittgrößte Stadt im mexikanischen Bundesstaat Guanajuato. Das die Stadt umgebende Municipio heißt ebenfalls Celaya und hat (einschließlich der Stadt) 468.469 Einwohner. Die in einem Talbecken des zentralen Hochlandes gelegene Stadt liegt etwa 1750 Meter über dem Meeresspiegel.

## Geschichte
Die ursprüngliche Siedlung wurde 1570 von baskischen Einwanderern spanischer Herkunft gegründet und erhielt zunächst den vollständigen Namen Villa de la Purísima Concepción de Zalaya. Das baskische Wort Zalaya bedeutet „flache Erde“. 
Während des Mexikanischen Unabhängigkeitskrieges war Celaya am 28. September 1810 die erste Stadt, die von dem um die Unabhängigkeit seines Landes von Spanien kämpfenden Priester Miguel Hidalgo y Costilla eingenommen wurde. 
Ein Jahrhundert später spielte Celaya während der Mexikanischen Revolution erneut eine bedeutende Rolle. Am 6. und 7. sowie vom 13. bis 15. April 1915 kam es hier zu zwei entscheidenden Schlachten zwischen den Truppen Pancho Villas und denen des damaligen Kriegsministers Álvaro Obregón. Villa wurde beide Male geschlagen und verlor auch die in den Folgemonaten ausgetragenen Gefechte gegen Obregón. Zwischen April und Juli 1915 waren sich die Armeen der beiden Widersacher insgesamt viermal gegenübergestanden, wobei die beiden Schlachten bei Celaya meistens als eine gezählt werden. Die Schlacht bei Celaya gilt im Übrigen als die größte militärische Auseinandersetzung in Lateinamerika vor dem Falklandkrieg 1982.

## Wirtschaft
Durch den nahe gelegenen Fluss Lerma bestens mit Wasser versorgt, wurde die Region Celaya zu einem wichtigen Zentrum für landwirtschaftliche Produkte und einen wachsenden Viehbestand. Neben der Nahrungsmittelindustrie – und hier vor allem Molkereiprodukten – ist in erster Linie noch die Textilindustrie von Bedeutung.
Celaya beherbergt etliche Industriezweige, die auf den landwirtschaftlichen Sektor ausgerichtet sind. Angebaut werden vor allem Mais, Bohnen, Erdnüsse und Tomaten. Celaya produziert Aufstrichcremes (Cajeta) und andere Milchprodukte und verarbeitet an Ort und Stelle die landwirtschaftlichen Produkte. Hinzu kommen Möbelfabrikanten, Maschinenbauer und Textilhersteller. Die Stadt ist darüber hinaus eines der Zentren des Eisenbahngüterverkehrs. Wirtschaftlich profitiert die Stadt zudem von der Anbindung an die Autobahn Aguascalientes-Queretaro, womit sie sowohl mit der Hauptstadt als auch mit Nordmexiko verbunden ist. In Celaya haben sich überdies etliche Bildungseinrichtungen angesiedelt.

## Kriminalität
Stand 2023 ist Celaya mit einer Mordrate von 109 pro 100.000 Einwohnern eine der gefährlichsten Städte der Welt.

## Fußball
Die Stadt hatte bereits – zu unterschiedlichen Zeiten – zwei Vereine in der Primera División, der höchsten Spielklasse im mexikanischen Vereinsfußball. Zwischen 1958 und 1961 war dies der Celaya Fútbol Club und später der erst 1994 durch eine Fusion entstandene Club Atlético Celaya. Da der Celaya FC irgendwann verschwand und erst 2003 wieder auftauchte, als Atlético Celaya gerade von der Bildfläche verschwunden war, verschwimmt die Grenze zwischen den beiden Vereinen auf eine Weise, dass sie in der Öffentlichkeit häufig als ein und derselbe Verein wahrgenommen werden.

## Söhne und Töchter
- Francisco Eduardo Tresguerras (1759–1833), Architekt und Bildhauer
- Juan Navarro Ramírez (1912–1970), Bischof von Ciudad Altamirano
- Magdaleno Cano (1933–2009), Radrennfahrer
- Raúl Velasco (1933–2006), Fernsehmoderator und -produzent
- Alberto Kardinal Suárez Inda (* 1939), emeritierter römisch-katholischer Erzbischof von Morelia
- Plácido Rodríguez CMF (* 1940), Altbischof von Lubbock
- Alberto Coyote (* 1967), ehemaliger Fußballspieler
- José Juan Vázquez (* 1988), Fußballspieler
- Armando González (* 2003), Fußballspieler